# 1535 en littérature
| Années de la littérature : 1532 - 1533 - 1534 - 1535 - 1536 - 1537 - 1538    |
| Décennies de la littérature : 1500 - 1510 - 1520 - 1530 - 1540 - 1550 - 1560 |

Cet article présente les faits marquants de l'année 1535 en littérature.

## Événements
- 13 janvier : loi interdisait toute impression de livres dans le royaume de France sous peine de pendaison et ordonnant la fermeture de toutes les librairies ; elle est abandonnée dix jours plus tard. Le 23 février le roi instaure la censure parlementaire[1].

- Le savant prédicateur humaniste Johannes Honterus dote l’Église de Brassó (Brașov) d’une imprimerie[2]. Passé à la Réforme, il publie par la suite des œuvres luthériennes.

## Parutions
- 4 octobre : publication de la Bible Coverdale, première traduction intégrale de la Bible en anglais[3].

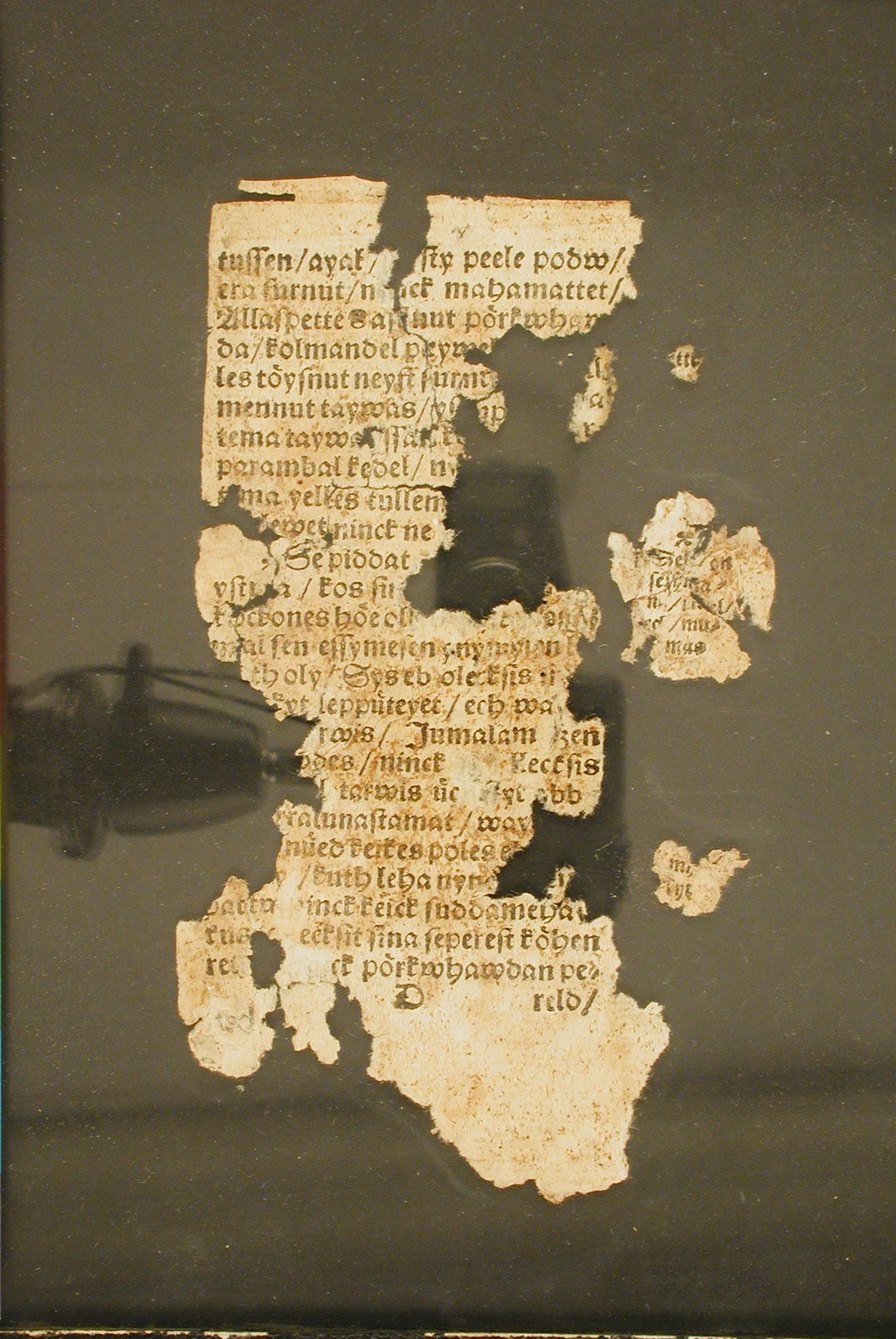
Fragment du catéchisme de Wanradt et Köll

- Le catéchisme de Wanradt et Köll, le plus ancien livre en estonien, est publié à Wittenberg[4].

- Barthélemy Latomus : Oratio de laudibus Eloquentiæ et Ciceronis[5].
- Publication posthume à Rome des Dialoghi d'amore  (« Dialogues d’amour ») d'Isaac Abravanel par Mariano Lenzi sur les presses d'Antonio Blado[6].

## Naissances
- 28 mai : Thomas North, traducteur anglais († 1604).
- Nicolas Rapin, écrivain français († 1608).

## Décès
- 26 mai : Francesco Berni, écrivain et poète italien (° 1497).